# Metadorcinus
Metadorcinus es un género de coleóptero de la familia Lucanidae.

## Especies
Las especies de este género son:
- Metadorcinus amuelleri
- Metadorcinus auritus
- Metadorcinus beneshi
- Metadorcinus buckleyi
- Metadorcinus cruentus
- Metadorcinus dentifer
- Metadorcinus ditomoides
- Metadorcinus lineatus
- Metadorcinus neotragus
- Metadorcinus plagiatus
- Metadorcinus ranki
- Metadorcinus securiformis
- Metadorcinus signatipennis
- Metadorcinus sylviae
- Metadorcinus tucumanus
- Metadorcinus yamauchii
- Metadorcus ebeninus
- Metadorcus rotundatus
- Metadorcus rufolineatus